# Okręg wyborczy Leith
Okręg wyborczy Leith – powstały w 1918 r., wystawiał do brytyjskiej Izby Gmin jednego deputowanego. Okręg obejmował miasto Leith (obecnie dzielnica Edynburga) w hrabstwie Midlothian. Został zlikwidowany w 1950 r.

## Deputowani do brytyjskiej Izby Gmin z okręgu Leith
- 1918–1927: William Benn, Partia Liberalna
- 1927–1945: Ernest Brown, Partia Liberalna, od 1931 r. Narodowa Partia Liberalna
- 1945–1950: James Hoy, Partia Pracy